# 中加積站
中加積站（日语：／ Naka-Kazumi eki */?）是隸屬於富山地方鐵道的鐵路車站，車站編號為T14，座落於富山縣滑川市內，停靠普通列車及急行列車，特急列車則為通過站。設站時稱為「堀江站」，

## 車站結構
建有單層水泥站房1座，位於往電鐵富山方向的月台末端，原售票處及貨物提取處因無人化原故，早已被木板圍封。站房內現時只設有候車座椅。2018年中進行了翻新，外牆及大堂內的牆壁重新塗上漆油，亦更換了原來圍封的木板。
在站房後方設有獨立興建的洗手間1座。

## 月台配置
設有側式月台2個，有效長度為4輛。各月台除位於月台中央部份的候車亭設有上蓋外，均為全露天配置。往宇奈月溫泉方向的月台由於遠離站房，需利用橫跨路軌的平交道來連接。
| 月台     | 路線  | 方向 | 目的地                                 | 備註 |
| -------- | ----- | ---- | -------------------------------------- | ---- |
| 靠近站房 | ■本線 | 上行 | 電鐵富山方向                           |      |
| 遠離站房 | ■本線 | 下行 | 中滑川、電鐵黑部、舌山、宇奈月溫泉方向 |      |

## 歷史
- 1913年6月25日：立山輕便鐵道 滑川站 - 五百石站開通，採用762mm軌距、蒸氣火車行駛，本站為中途站，稱為「堀江站」[1]。
- 1917年6月25日：立山輕便鐵道改名為立山鐵道。
- 1921年3月19日：車站改名為「中加積站」[2]。
- 1931年：

- 3月20日：富山電氣鐵道與立山鐵道合併。
- 11月6日：富山電氣鐵道上市口站（即現上市站） - 滑川站電化路段開業，本站至滑川站改用1067mm、1500V電化列車行駛。本站 - 上市站（第一代）間的762mm軌距、蒸氣火車停駛、廢線。

- 1943年1月1日：富山縣內所有鐵道會社合併於富山電氣鐵道下，改名為「富山地方鐵道」。
- 2019年3月16日：增設車站編號[3]。

## 利用人數
| 乘車人員推算 | 乘車人員推算 | 乘車人員推算 |
| 年度         | 1日平均人數  |              |
| ------------ | ------------ | ------------ |
| 2015年       | 235          |              |
| 2016年       | 241          |              |
| 2017年       | 251          |              |

## 相鄰車站
富山地方鐵道
■本線
特急「宇奈月」、「阿爾卑斯」
通過
急行、普通
新宮川（T13）－中加積（T14）－ 西滑川（T16）

## 外部連結
- 富山地方鐵道中加積站公式網頁。（页面存档备份，存于）（日語）